# Illa Conillera
Die Illa Conillera ist eine unbewohnte Insel an der Nordwestküste der spanischen Insel Ibiza. Die Insel ist auch als Conejera oder Sa Conillera bekannt.

## Beschreibung
Conillera hat eine Fläche von ungefähr 100 Hektar und ist von Norden nach Süden 2,1 km lang. Sie besitzt eine längliche Form und hat zwei Buchten in der Mitte. Durch die Buchten entstand eine Landenge, die an der engsten Stelle nur 222 m breit ist. An der Ostseite der Insel befindet sich außerdem eine kleine Insel namens Escull de Sa Conillera.
Der Leuchtturm auf Illa Conillera wurde 1857 erbaut. Der weiße Turm befindet sich über einem runden Gebäude, dieses wurde im Jahr 1908 mit zwei seitlichen Räumen erweitert. Er befindet sich am nordwestlichen Ende der Insel und ist 18 Meter hoch. Unter normalen Bedingungen hat das Licht eine Reichweite von 18 Seemeilen (33 km). Seit 1971 wird er automatisch betrieben.
Die Insel ist als Naturschutzgebiet ausgewiesen, unbewohnt und darf nicht betreten werden.
Als Besonderheit gilt die hier lebende türkisfarbene Unterart der Pityusen-Eidechse (Podarcis pityusensis carlkochi).